# 妮塔·布尚
妮塔·布尚（英語：Neeta Bhushan，1969年6月17日—），印度外交官，现任印度驻新西兰兼驻纽埃、库克群岛、萨摩亚和瓦努阿图高级专员，曾任印度驻芝加哥总领事等职务。

## 經歷
妮塔·布尚生于1969年6月17日。她早年就读于R·K·普拉姆德里公立学校（Delhi Public School, R.K. Puram），随后在德里大学印度教学院完成经济学（荣誉）学位，并获得马德拉斯大学的哲学硕士学位，其研究论文主题为“世贸组织：辉煌的过去、动荡的现在和不确定的未来”（WTO: Glorious Past, Turbulent Present and Uncertain Future）。
1994年，布尚加入印度外事服务。她曾在日本東京從事政治和信息工作，並曾在孟加拉国達卡擔任媒體、文化和信息部門負責人，在德国柏林擔任印度大使館經濟和商貿部門負責人，還曾任印度駐阿联酋大使館副使團長，2017年至2019年任印度驻芝加哥总领事。在印度外交部总部，她曾担任日本与韩国事务副处长、办公室主任，发展伙伴管理副司长，以及议会和协调事务联秘。2009年至2013年，她被借调至印度财政部经济事务司，负责与欧洲的双边关系。此外，她还在国家国防学院（National Defence College）担任外交服务领域的教职工作。
2022年9月8日，被任命为印度驻新西兰高级专员。10月4日，递交国书。兼任印度驻纽埃、库克群岛、萨摩亚、瓦努阿图高级专员。

## 个人生活
丈夫阿努拉格·布尚同为印度外交部外交官，两人育有一子一女。